# Ablation des amygdales du cerveau
 (mai 2013).
Si vous disposez d'ouvrages ou d'articles de référence ou si vous connaissez des sites web de qualité traitant du thème abordé ici, merci de compléter l'article en donnant les références utiles à sa vérifiabilité et en les liant à la section « Notes et références ».
Pour les articles homonymes, voir amygdalectomie.
L'ablation des amygdales du cerveau ou amygdalectomie est une opération qui n'est plus pratiquée de nos jours. 
Chez le singe, on avait noté que l'ablation bilatérale des amygdales réduisaient l'agressivité et qu'ils n'avaient plus peur des stimuli qui les effrayaient auparavant.  Chez l'humain, elle a été pratiquée en traitement de l'épilepsie.  En psychiatrie, elle a aussi été pratiquée dans le but de réduire l'agressivité et les peurs incontrôlables, mais avec des résultats peu probants (cette opération produisait une hypo-émotionnalité, et plusieurs effets secondaires viscéraux et endocriniens).